# Pargas (ex comune)
Pargas (in finlandese Parainen) era una città finlandese a maggioranza di lingua svedese di 12 266 abitanti, situata nella regione del Varsinais-Suomi. La città è stata soppressa nel 2009, confluendo nella nuova Väståboland poi richiamata Pargas nel 2012.

## Amministrazione

### Gemellaggi
- Haninge
- Ulstein
- Chudovo
- Kärdla